# Delta Cafés
Pour les articles homonymes, voir Delta (homonymie).
 (septembre 2022).
Delta Cafés est une marque portugaise et une entreprise de torréfaction et de conditionnement du café basée à Campo Maior, Alentejo, fondée en 1961. La société fait partie du groupe Nabeiro.

## Histoire
Elle a été fondée en 1961 par Rui Nabeiro avec Bernardo Morão, dans un petit entrepôt de 50 m2, deux boules à rôtir d'une capacité de 30 kg et trois employés marquent le début de la marque. En 1994, elle est devenue le leader du marché au Portugal, avec une part de 42%. Elle compte 41 000 clients directs et 3 000 employés.
C'est au milieu des années 1970 que les Delta Cafés se sont consolidés : développement de nouveaux produits et services de qualité mondiale. En 1984, Manuel Rui Azinhais Nabeiro Lda. a séparé l'activité commerciale de l'activité industrielle développée par NovaDelta SA. Ce parcours atteint son apogée en 1998, lors de la réorganisation du groupe Nabeiro/Delta Cafés, avec la création de 22 entreprises, organisées par zones stratégiques pour renforcer l'activité principale du groupe.

### Delta en chiffres
Delta Cafés achète 42 000 tonnes de café par an, soit 450 000 sacs au total. Cent tonnes sont grillées chaque jour et 6,267 millions de tasses (bicas) sont consommées chaque jour sur tout le territoire portugais.

## Internationalisation
Delta Cafés est présent dans 40 pays, à travers des opérations directes (Portugal, Espagne, France, Suisse, Luxembourg, Angola, Brésil et Chine) et indirectes (États-Unis, Canada, Mozambique, Cap-Vert, Allemagne, Pays-Bas, Belgique, Royaume-Uni, Pologne, Macao et Dubaï).
En Espagne, NovaDelta España, créée en 1986, est l'entreprise chargée de la commercialisation des cafés de la marque Delta et de leurs produits complémentaires, ainsi que de toute la gamme de produits agroalimentaires appartenant aux marques du groupe Nabeiro.
En Angola, c'est la société AngoNabeiro qui représente le groupe depuis 2000, et qui agit sur le marché angolais dans le domaine du commerce et de l'industrie, avec les marques de café Ginga et Delta et les produits Adega Mayor et Agrodelta, ainsi que les produits des marques représentées par Delta Cafés, comme Vimeiro et Tetley.
En France, depuis 2007, NovaDelta France est la société du groupe responsable de ce marché.
Elle a été suivie en 2011 par une entrée directe au Luxembourg, en 2012 au Brésil, en 2015 en Chine et en 2016 en Suisse.